# 华纳尔蛛
华纳尔蛛（学名：Wendilgarda sinensis）为球体蛛科温氏蛛属的动物。在中国大陆，分布于海南等地。该物种的模式产地在海南。
其种加词“sinensis”意为“中华的”。